# اسپرینگ‌بروک (اورگن)
اسپرینگ‌بروک (به انگلیسی: Springbrook) یک منطقهٔ مسکونی در ایالات متحده آمریکا است که در شهرستان یمهیل، اورگن واقع شده‌است.